# Joanna Borer
Joanna Borer-Dzięgiel (ur. 23 stycznia 1968) – polska aktorka teatralna-lalkarz, aktorka telewizyjna i dubbingowa.

## Życiorys
W 1995 ukończyła studia na Wydziale Lalkarstwa w Białymstoku; dyplom uzyskała rok później. W latach 1995–1997 występowała w Teatrze Baj Pomorski w Toruniu. Od roku 1997 aktorka Teatru Lalki i Aktora Guliwer w Warszawie.

## Filmografia
- 1999: Badziewiakowie jako Bogusia
- 1999: Dług jako kelnerka
- 1999: Prawo ojca jako sekretarka
- 1999: Tydzień z życia mężczyzny jako reporterka
- 2000: M jak miłość jako pacjentka przychodni Kotowicza
- 2000: Sukces jako dziennikarka
- 2001: Plebania jako Basia, pracownica banku (odc. 45)
- 2001: Cześć Tereska jako nauczycielka
- 2002: Chopin. Pragnienie miłości
- 2002: Na dobre i na złe jako Alina Krynicka, pacjentka w Grabowie (odc. 127)
- 2003: Na dobre i na złe jako matka chłopca (odc. 145)
- 2004–2005: Pensjonat pod Różą jako taksówkarka (odc. 34, 60)
- 2004: M jak miłość jako pacjentka przychodni Kotowicza (odc. 247)
- 2005: Na dobre i na złe jako gość weselny (odc. 237)
- 2005: Kryminalni jako Nowacka, matka Jacka (odc. 14)
- 2005: Boża podszewka II jako dziewczyna w Juryszkach (odc. 11)
- 2007: Ekipa jako spikerka (odc. 10)
- 2008–2009: Plebania jako sędzia (odc. 1062, 1236)
- 2008: Trzeci oficer jako podinspektor Lucyna Malak
- 2008: 39 i pół jako kobieta kupująca choinkę (odc. 1)
- 2008: BrzydUla jako nauczycielka Jaśka (odc. 13)
- 2009: Naznaczony jako żona Surmacza (odc. 4)
- 2009: Klan jako
- 2009: Na Wspólnej jako matka bliźniaków (odc. 1217)
- 2012: Prawo Agaty jako Jolanta, pracownica „Prospectrum” (odc. 1)
- 2013: Prawdziwe życie jako Monika Kowalczyk (odc. 6)
- 2015: Wesołowska i mediatorzy jako Stamirowska (odc. 11)
- 2015: Uwikłani jako Kasia Olszewska (odc. 7)
- 2015: Chemia
- 2015: Przyjaciółki jako położna (odc. 65)
- 2016–2017: Barwy szczęścia jako Eryka Stępień, właścicielka pralni
- 2016: Powiedz TAK! jako recepcjonistka w wytwórni fonograficznej (odc. 11)
- 2016: Na Wspólnej jako dyrektorka (odc. 2416)
- 2017: Wojenne dziewczyny jako sekretarka (odc. 1)
- 2017: Druga szansa jako recepcjonistka (odc. 44)
- 2017: Diagnoza jako matka Julii (odc. 10)
- 2018: Zabawa, zabawa jako instrumentariuszka
- 2018: Ślad jako Tamara Szczucka, żona Edmunda Wilskiego (odc. 17)
- 2018: 53 wojny jako koleżanka
- 2019: M jak miłość jako kobieta (odc. 1478)
- 2019: Komisarz Alex jako pielęgniarka (odc. 152)
- 2019: Blondynka jako dyrektorka sanatorium (odc. 94)
- 2020: BrzydUla 2 jako dyrektorka „Nieboraczka”

### Dubbing
- 1979: Scooby Doo podbija Hollywood
- 1993: Miasteczko Halloween
- 1998: Scooby Doo na Wyspie Zombie jako Lena
- 2001: Pokémon 2: Uwierz w swoją siłę jako Maren
- 2003: Kryptonim: Klan na drzewie jako Leona
- 2003: Strażnicy czasu jako Otto
- 2004: Wygraj randkę
- 2005: Aparatka
- 2007: High School Musical 2
- 2008: Wyspa Nim
- 2008: Nie ma to jak hotel jako mama Maddie/Delilach
- 2008: Czarodzieje z Waverly Place
- 2009: High School Musical 3: Ostatnia klasa
- 2009: Świat nonsensów u Stevensów jako Eileen
- 2009: Barbie i trzy muszkieterki jako Modnisia
- 2009: Czarodzieje z Waverly Place: Film
- 2009: Hannah Montana: Film
- 2009: W ukrytej kamerze
- 2009: Góra Czarownic
- 2010: Barbie i podwodna tajemnica jako Deandra/Syrenka
- 2010: Harriet szpieguje: Wojna blogów
- 2010: Przyjaciel świętego Mikołaja
- 2010: Barbie w świecie mody
- 2010: Powodzenia, Charlie!
- 2010: Johnny Tsunami
- 2010: Big Time Rush
- 2010: Jake i Blake
- 2010: Czytaj i płacz
- 2010: Szesnaście życzeń
- 2010: Madagwiazdka
- 2011: Lemoniada Gada jako panna Jenny Reznick
- 2011: Barbie i sekret wróżek jako Tracy Clinger
- 2011: Smerfy
- 2011: Boska przygoda Sharpay
- 2011: Mali agenci 4D: Wyścig z czasem
- 2011: Powodzenia, Charlie: Szerokiej drogi
- 2012: Wymarzony luzer
- 2012: Piraci!
- 2012: Austin i Ally jako Ally Dawson
- 2017: Liga Sprawiedliwości